# نصر الدين كراوش
نصر الدين كراوش (بالفرنسية: Nasredine Kraouche)، من مواليد 27 أغسطس 1979 في تيونفيل في لورين في فرنسا، لاعب كرة قدم جزائري.
لعب مع منتخب الجزائر لكرة القدم.

## روابط خارجية
- نصر الدين كراوش على موقع قاعدة بيانات كرة القدم.إي يو (الإنجليزية)
- نصر الدين كراوش على موقع ناشيونال فوتبول تيمز (الإنجليزية)